# Беговая улица (Санкт-Петербург)
Бегова́я улица — улица в Приморском районе Санкт-Петербурга. Проходит от Приморского проспекта до Школьной улицы параллельно Туристской улице. Протяженность составляет 950 м.

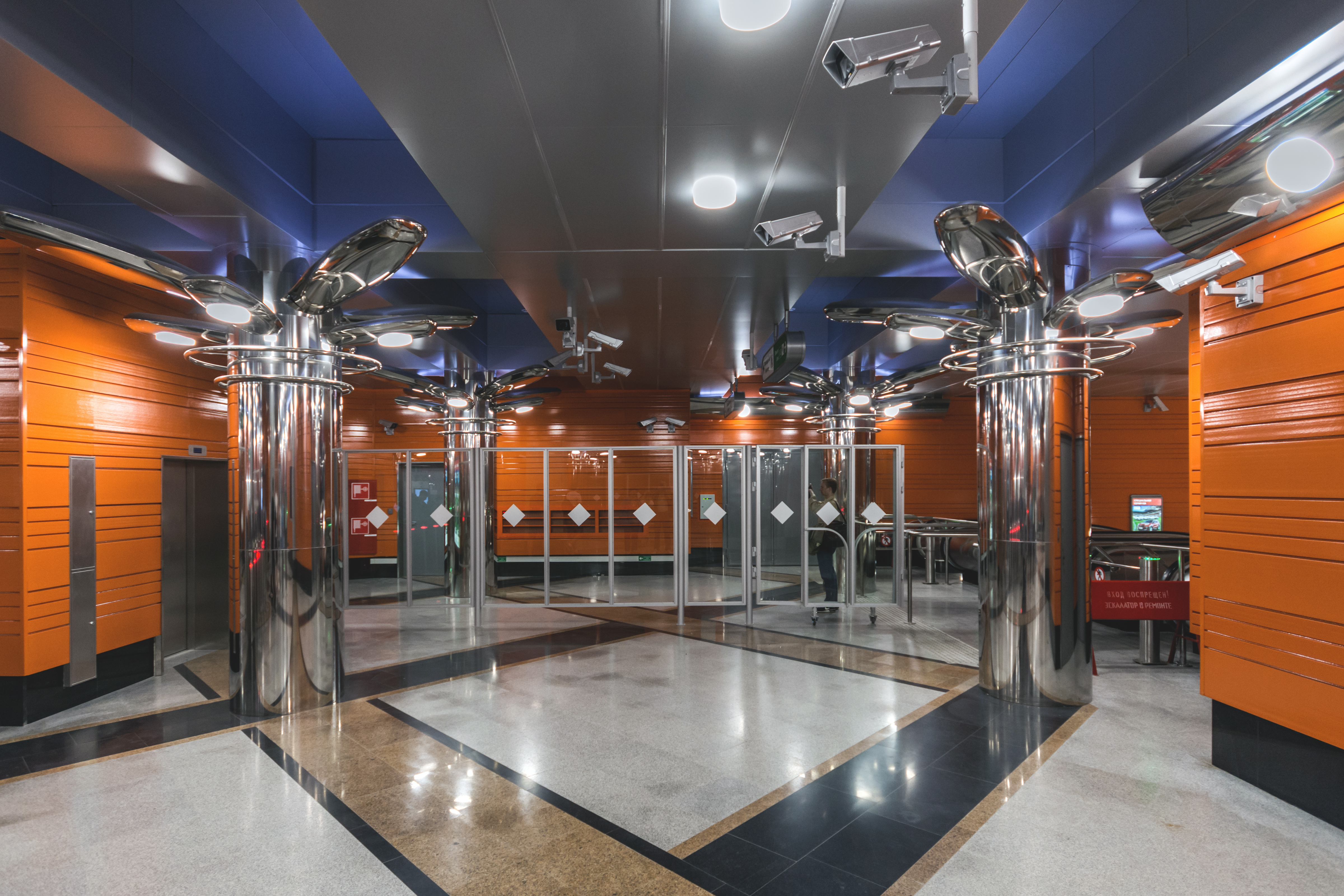
Вестибюль станции «Беговая»

## История
Название появилось на карте города 27 марта 1990 года. Оно связано с тематикой отдыха и спорта.

## Пересечения
Пересекает:
- Приморский проспект
- улица Савушкина
- Школьная улица

## Транспорт
Ближайшая станция метро — «Беговая» (названа по улице).

## Объекты
- 25-й отдел полиции — дом 9, корпус 1
- Многофункциональный комплекс «Атлантик Сити»[3] — улица Савушкина, дом 126
- Торгово-развлекательный комплекс «Меркурий»[4] — улица Савушкина, дом 141

По другую сторону Приморского проспекта расположен разбитый к юбилею города парк 300-летия Санкт-Петербурга.